# Marysia Portinari
Marysia Portinari Greggio (Araçatuba, 14 de março de 1937) é uma pintora, desenhista, gravadora e escultora brasileira.

## Biografia
O sobrenome ilustre de Marysia Portinari advêm de seu tio, Candido Portinari, de quem tornou-se em sua assistente e aluna, na década de 1950.
Fez o curso de desenho e pintura com Waldemar da Costa e de história da arte com Flávio Motta no Museu de Arte de São Paulo.
Participou de inúmeras exposições coletivas e individuais no Brasil e no exterior: Portugal, Espanha, França, Itália, Estados Unidos, México e Argentina.

## Principais exposições

### Individuais
- 1962 - Salvador - MAM/BA, curadoria de Pietro Maria Bardi
- 1962 - Ribeirão Preto – apresentação de Malba Tahan
- 1964 - São Paulo - Galeria Seta
- 1965 - Washington D.C. (Estados Unidos) no USIS
- 1965 - Cidade do México (México)
- 1966 - São Paulo - Galeria Brasileira de Arte
- 1976 - São Paulo - Retrospectiva, na Galeria Alberto Bonfiglioli
- 1978 - São Paulo  - Documenta Galeria de Arte
- 1978 - Santos - Galeria Stella Maris
- 1988 - São Paulo - Galeria de Arte Portal
- 1989 - São Paulo - Galeria Solarium
- 1989 - São Paulo - Galeria Selearte
- 1989 - São Paulo – Galeria EspaçoArte
- 1990 - São Paulo - Museu Banespa
- 1991 - São Paulo - Sede do Banco Crefisul
- 1992 - São Paulo - Museu Banespa
- 1994 - São Paulo - Renot Galeria de Arte
- 1995 - Banco Real
- 2000 - Arts de France  - "Poupées Habillables"
- 2000 - Espace Jemmapes em Paris
- 1996 – Londrina – Galeria Bahiarte
- 2000 – Arts de France
- 2002 – Natal – Museu Palácio do Governo
- 2008 – São Paulo – Espaço Cultural Santander –  “E o circo chegou” curadoria Antonio Carlos Abdalla
- 2008 – São Paulo – MuBE – curadoria de Jacob Klintowitz
- 2011 - Brasilia - Espaço Cultural Zumbi dos Palmares - Camara Federal -  "Retalhos de fantasias" - curadoria Afrisio Vieira Lima Filho

### Coletivas
- 1957 - São Paulo - Coletiva com Volpi, Rebolo, Clóvis Graciano, Pancetti e outros, na Galeria Prestes Maia
- 1958 - São Paulo - Salão do Retrato Moderno
- 1961 - São Paulo - Coletiva com De Fiori, Guignard, Tarsila e Segall, na Casa do Artista Plástico
- 1962 - São Paulo - Salão Paulista de Arte Moderna - premiada
- 1973 - São Paulo - Coletiva, na Galeria Azulão
- 1986 - São Paulo - Coletiva, no CCSP
- 1987 - Curitiba - Coletiva, na Galeria Ufizzi
- 1989 - São Paulo - Galeria Atrium
- 1995 - São Paulo - Projeto Arte Atual Brasil, no Renato Magalhães Gouvêa Escritório de Arte
- 2004 – São Paulo – Comemoração 450 anos, organizada por Radha Abramo, Sesc Pompéia.

## Homenagens, títulos e prêmios
- 1963 - São Paulo - Ganha título de Melhor Pintor do Ano pela TV Excelsior
- 1970 - São Paulo - Recebe Medalha Anchieta da Câmara Municipal de São Paulo
- 1971 - São Paulo - Ganha título de Melhor Pintor do Ano pela Associação de Imprensa de São Paulo.
- 1974 – É eleita presidente do Clubinho – Clube dos Artistas e Amigos da Arte
- 1988 – É homenageada pela  AMA (Associação dos amigos dos autistas) que inaugura a “Escola Marysia Portinari” em sua sede de Parelheiros em São Paulo